# Oekraïne-affaire

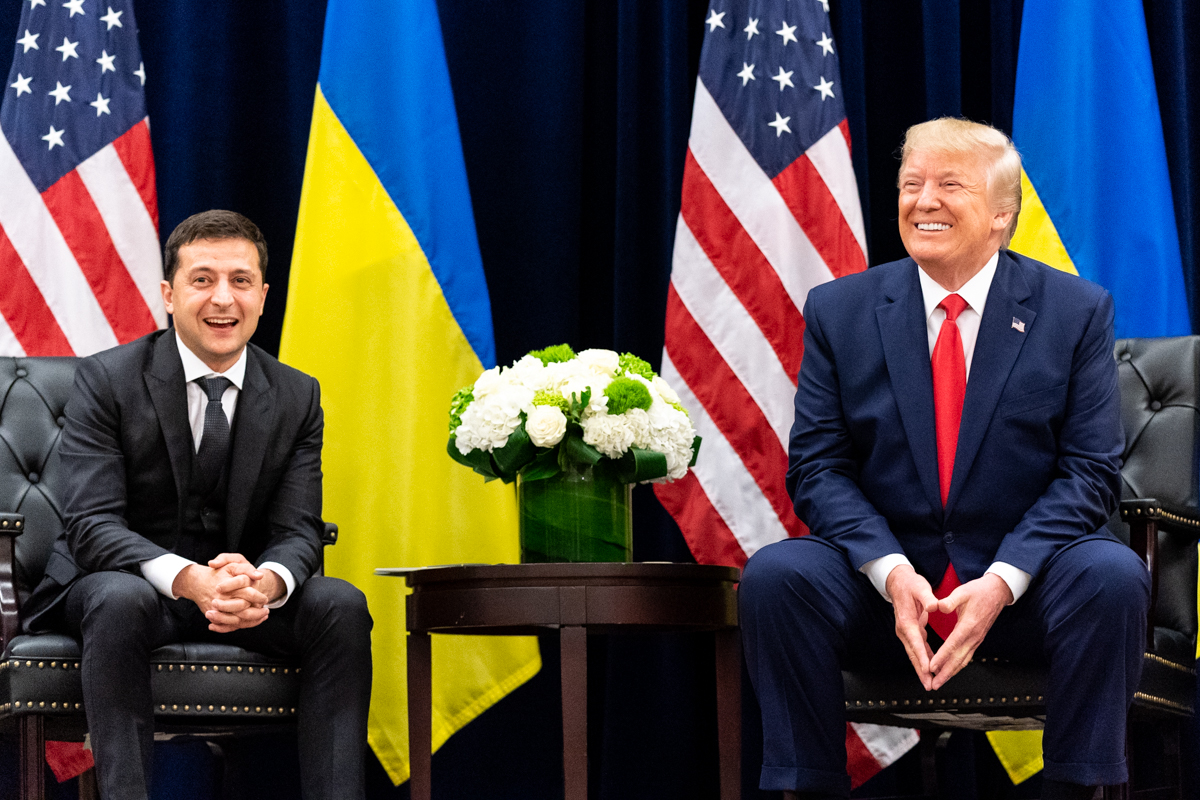
Trump en Zelensky tijdens een ontmoeting in het kader van de jaarlijkse Algemene Vergadering van de Verenigde Naties. New York, 25 september 2019. Een dag eerder werd de opstart van de afzettingsprocedure tegen Trump aangekondigd.

De Oekraïne-affaire is een controverse in 2019 omtrent president Donald Trump die ontstond na diens telefonische vraag op 25 juli 2019 aan de Oekraïense president Volodymyr Zelensky om een onderzoek in te stellen naar belastende informatie aangaande Hunter Biden, zoon van Joe Biden, een politieke tegenstander van president Trump in aanloop naar de Amerikaanse presidentsverkiezingen van 2020. In dezelfde periode schortte Trump militaire steun aan Oekraïne op. De controverse kwam aan het licht door een anonieme klokkenluider uit de Amerikaanse inlichtingendiensten.
Op 24 september 2019 kondigde voorzitter van het Huis van Afgevaardigden Nancy Pelosi als gevolg van deze zaak een afzettingsprocedure aan tegen president Donald Trump.

## Achtergrond
In 2014, ten tijde van de annexatie van de Krim door Rusland, poogde het Amerikaanse kabinet-Obama de Oekraïense regering-Jatsenjoek I te steunen op diplomatiek vlak. Toenmalig vicepresident Joe Biden nam hierin het voortouw. Op 22 april 2014 reisde Biden naar Kiev, waar hij de Oekraïense regering aanspoorde om Oekraïne's afhankelijkheid van Russische gasbevoorrading af te bouwen. Hierbij bood hij Oekraïne Amerikaanse technische expertise aan om de binnenlandse gasproductie te verruimen.
In 2014 werd Hunter Biden, een zoon van toenmalig Amerikaans vicepresident Joe Biden, lid van de raad van bestuur van Burisma, een Oekraïens energiebedrijf. Sinds 2012 liep er een onderzoek naar corruptie tegen Burisma. In 2015 werd Viktor Shokin procureur-generaal van Oekraïne. Hij werd belast met dit onderzoek. De regering-Obama, alsook regeringen van andere landen en niet-gouvernementele organisaties waren echter van mening dat Shokin te weinig deed om de corruptie in het land terug te dringen en de politieke elite beschermde, waardoor hij in de weg zou staan voor een anticorruptiebeleid. In maart 2016 stelde vicepresident Joe Biden Oekraïne voor een ultimatum: een lening van één miljard dollar zou pas worden toegezegd als Shokin zou worden ontslagen. Hierop volgde het ontslag van Shokin.
Na de verkiezing van Volodymyr Zelensky tot president van Oekraïne in 2019, spoorde Trumps persoonlijke advocaat Rudy Giuliani de Oekraïense president aan om nieuwe onderzoeken te voeren naar Burisma.

## Klacht van een klokkenluider
Op 12 augustus 2019 legde een CIA-agent een anonieme klacht neer volgens de procedure voorgeschreven in de Intelligence Community Whistleblower Protection Act, wetgeving die het mogelijk maakt voor klokkenluiders om misstanden te melden. Op 18 september 2019 bracht de krant The Washington Post de klacht van de klokkenluider aan het licht. De krant bracht uit dat de klacht handelde over een "belofte" van de Amerikaanse president Donald Trump aan een niet nadergenoemd buitenlands staatshoofd. In de vijf weken voor het neerleggen van de klacht had president Trump contact met vijf buitenlandse staatshoofden. Daags nadien bracht dezelfde krant aan het licht dat de klacht was gelieerd aan Oekraïne.
Op 24 september 2019 keurde de Senaat unaniem een resolutie goed die stelde dat de klacht van de klokkenluider diende te worden onderzocht door het Senate Intelligence Committee, een senaatscommissie die de inlichtingendiensten controleert. Congresleden onderzochten de klacht de dag nadien. Republikeins senator Mitt Romney uit Utah sprak van een "uiterst zorgwekkende klacht". Het House Intelligence Committee, de inlichtingencommissie van het Huis van Afgevaardigden, maakte de klacht publiekelijk bekend op 26 september 2019.
In de klacht staat dat Trump zijn macht zou hebben misbruikt om er persoonlijk voordeel uit te halen en heeft hij daarmee de nationale veiligheid in gevaar gebracht. De klokkenluider schreef:
In het kader van mijn officiële verplichtingen heb ik van verschillende federale ambtenaren de informatie ontvangen dat de president van de Verenigde Staten zijn macht gebruikt om een buitenlandse natie om inmenging te vragen in de presidentsverkiezingen van 2020. Deze inmenging omvat onder andere het aanzetten van een buitenlandse natie om een onderzoek te voeren naar de belangrijkste binnenlandse politieke rivalen van de president.
Bovendien gaf de klokkenluider aan dat medewerkers van het Witte Huis hebben geprobeerd om de toegang tot het schriftelijk verslag van het telefoongesprek tussen Trump en Zelensky te beperken. De klokkenluider leidde hieruit de ernst af van de inhoud van het telefoongesprek.

## Latere onthullingen
Op 20 september 2019 bracht The Washington Post aan het licht dat president Trump in het telefoongesprek van 25 juli 2019 president Zelensky herhaaldelijk heeft gevraagd om een onderzoek naar Hunter Biden. De krant The Wall Street Journal berichtte dan weer dat Trump Zelensky tot acht keer toe heeft gevraagd samen te werken met diens persoonlijke advocaat Rudy Giuliani. President Trump gaf enkele dagen later, op 22 september 2019, toe Joe Biden ter sprake te hebben gebracht in het bewuste telefoongesprek. Tezelfdertijd kwam aan het licht dat president Trump minstens een week voor het telefoongesprek 400 miljoen dollar aan Amerikaanse militaire steun voor Oekraïne had opgeschort.

## Afzettingsprocedure
Op 24 september 2019 kondigde voorzitter van het Huis van Afgevaardigden Nancy Pelosi (Democratische Partij) een afzettingsprocedure tegen Donald Trump aan. Zes commissies van het Huis van Afgevaardigden werden belast met het opstarten van een formeel onderzoek in de zaak. Pelosi stelde:
De daden van president Trump hebben het oneerlijke feit onthuld van het verraad van de president aan zijn ambtseed, verraad aan onze nationale veiligheid en verraad aan de integriteit van onze verkiezingen. Daarom kondig ik vandaag aan dat het Huis van Afgevaardigden een officieel afzettingsonderzoek start.
President Trump noemde het opstarten van de afzettingsprocedure een "heksenjacht".